# 杨仲子 (1929年)
杨仲子（1929年7月—），男，江西湖口人，中国翻译家，中国国际广播电台高级翻译，曾任第八届全国政协委员。

## 家庭
父亲杨赓笙，弟杨叔子。